# 古巴里夫希納
51°38′33″N 33°16′0″E / 51.64250°N 33.26667°E
胡巴里夫什奇納（烏克蘭語：Губарівщина）是位於烏克蘭東北部的村莊，由蘇梅州科諾托普區的克羅萊韋茨市鎮負責管轄。該村距離梅德韋傑韋3公里，海拔高度128米，2001年人口87。